# Schloss Kleinkainach
Schloss Kleinkainach (auch Saurausches Schloss, Neu Kainach oder Ney Kainach) war ein Schloss nahe dem Schloss Alt-Kainach im Siedlungsgebiet Kleinkainach, Bärnbach im Bezirk Voitsberg, Steiermark.

## Architektur

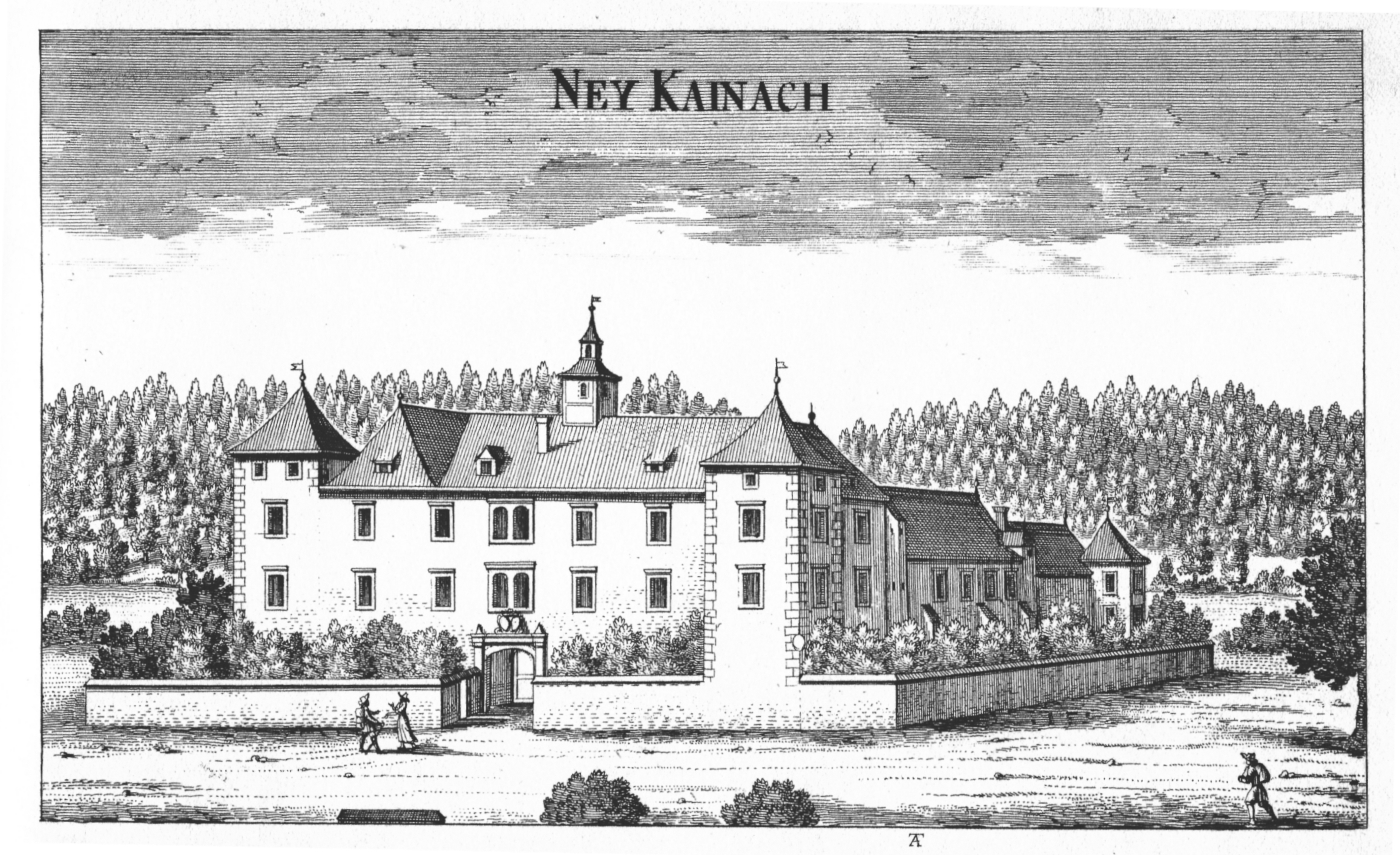
NEY KAINACH nach Georg Matthäus Vischer 1681

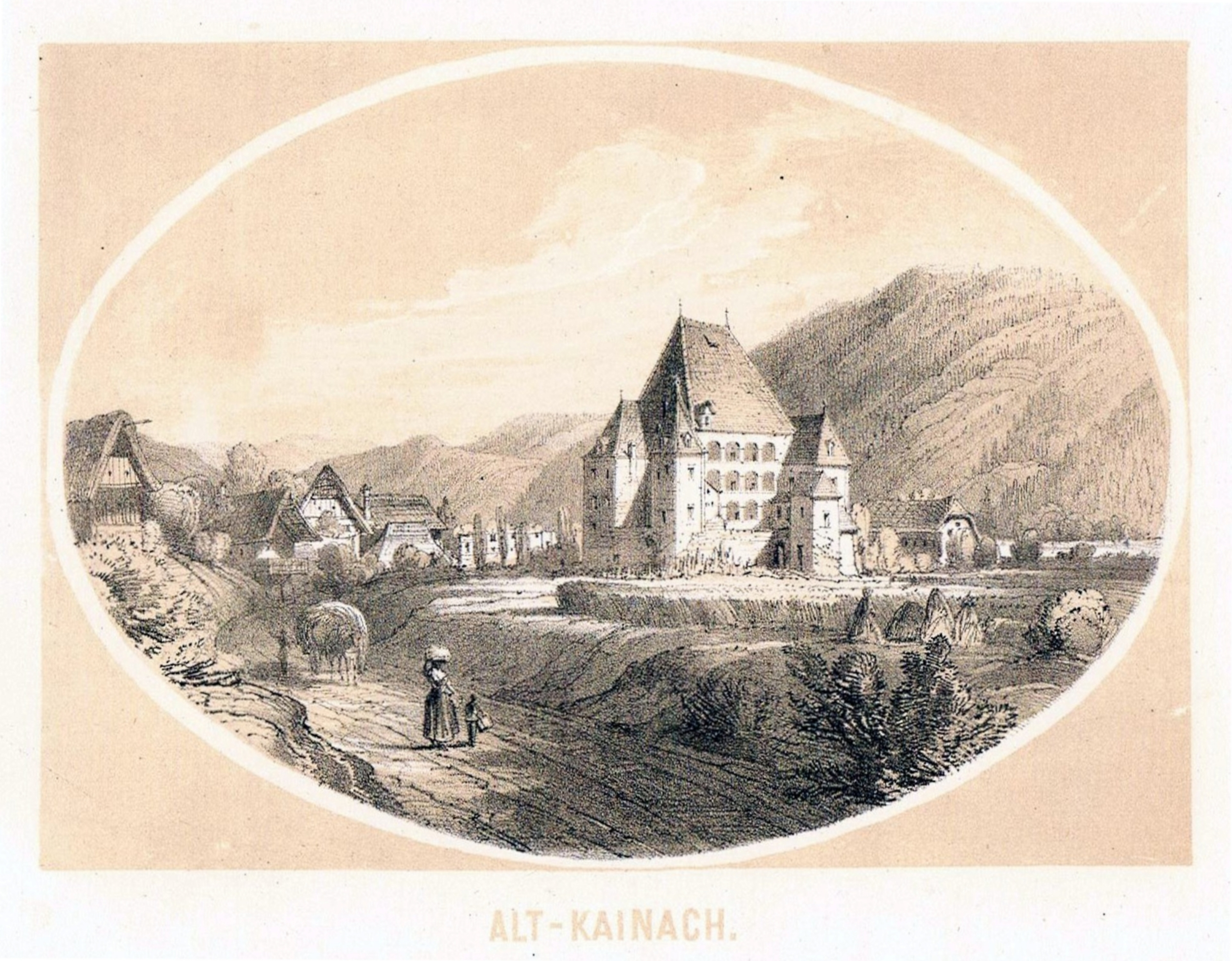
ALT KAINACH nach Karl Reichert 1862 mit der Ruine Kleinkainach im Hintergrund

Das mittelalterliche Schloss Kleinkainach wurde 1318 erbaut und befand sich rund 200 Meter nordöstlich des Schlosses Alt-Kainach. Bei Georg Matthäus Vischer, 1681, ist das Gebäude in der Grundlage ein L-förmiges Gebäude mit Ecktürmen und wurde 1549 bis 1565 als Neu Kainach wiederaufgebaut, 1573 wurde ein Wappenstein oberhalb des Tores angebracht.

## Geschichte
1318 ließen die Hollenegger einen Meierhof zum Edelmannsitz umgestalten, danach die Kainacher, die den Ansitz zum Verwaltungszentrum der gleichnamigen Herrschaft Kleinkainach machten. Bei der Erbteilung 1410 ging das „Stammgut“ Kleinkainach an Albrecht von Kainach. Im 16. Jh. war das Schloss mehrfach abgebrannt und zuletzt 1548 unter Helfenreich von Kainach neu errichtet worden. Christoph der Jüngere von Kainach übergab den Ansitz seiner Tochter Amalia und ihren Mann Ehrenreich von Saurau. Fortan hieß es nur mehr das „Saurausche Schloss“. 1632 hatte Veit Sigmund von Herberstein das Schloss in seinen Besitz und 1640 ist das Schloss zur Herrschaft Wagensberg gekommen, später mit Greißenegg und Obervoitsberg vereinigt. 1829 gehörten 29 untertänige Güter zum Schloss. 1840 war das Schloss schon spurlos verschwunden, abgetragen wurde es wahrscheinlich 1787. Auf einer Lithographie von Karl Reichert von Alt Kainach sieht man im Hintergrund eine zweistöckige Ruine. Das Baumaterial wurde laut Überlieferung zum Ausbau des Schlosses Greißenegg verwendet.

## Sage
Zwei Brotlaibe – ein Bauernhof
Etwas südlich des hochragenden Schlosses Alt-Kainach, das noch jetzt bewohnt ist, stand ehemals das alte Schlösschen Klein-Kainach, auch Holleneckerhof genannt. Vor hundert Jahren waren noch Mauerreste vorhanden, die heute auch verschwunden sind. Ganz in der Nähe – an der Straße – steht das Schmiedbauernhaus. Im Vorhaus stand früher ein weißer, etwa 95 Zentimeter hoher Marmortisch; aus der Tischplatte waren zwei Brotlaibe von je 45 Zentimeter Durchmesser und etwa 3 ½ Zentimeter Höhe sauber herausgemeißelt. Über die Entstehung dieses merkwürdigen Steintisches wird folgendes erzählt:

„Einst herrschte in dieser Gegend eine fürchterliche Hungersnot, so daß viele Menschen elend sterben mußten. Als die Not aufs höchste gestiegen war, verkaufte der Besitzer des Hauses sein Anwesen um zwei Laib Brot, nur um sein nacktes Leben zu retten. — Der Tisch mit den eingemeißelten steinernen Brotlaiben sollte die Nachwelt an diese fürchterliche Notzeit erinnern. 1869 brannte das Haus ab, wobei das Tischchen in der Hitze zersprang. Die Trümmer wurden im Neubau eingemauert.“